# Mihai Opriș

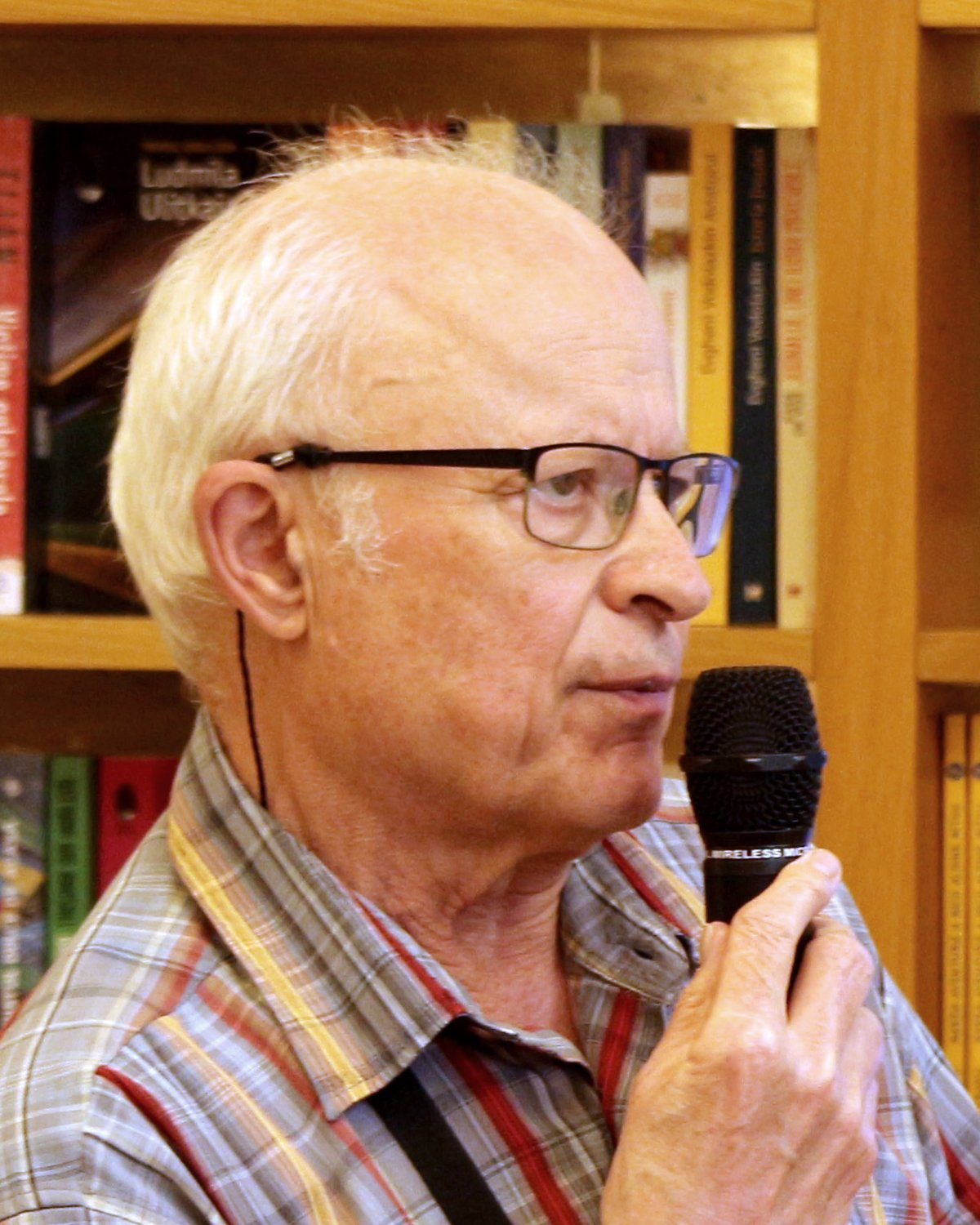
Mihai Opriș im 2023

Mihai Opriș (* 1948 in Timișoara, Kreis Timiș) ist ein rumänischer Architekt und Architekturforscher. Die Ergebnisse seiner Forschungen führten zur Korrektur der Geschichtsschreibung über die städtebauliche Entwicklung von Timișoara. Er lebt heute in Soest, Deutschland.

## Leben und Werk
Mihai Opriș besuchte nach Abschluss des Nikolaus Lenau Lyzeums in Timișoara die Universität für Architektur und Stadtplanung Ion Mincu in Bukarest. Von 1974 bis 1975 war er im Timișoaraer Entwurfsinstitut IPROTIM als enger Mitarbeiter der Architekten Hans Fackelmann und dessen Ehefrau Aurelia tätig.
Die Erforschung zur Datierung der städtebaulichen Planimetrie Timișoaras war beschwerlich, da die Stadtpläne in Militärarchiven lagerten. Der historische Stadtkern mit Festung und Esplanade diente bis 1892 als militärische Wehranlage, daher wurde Opriș die Einsicht versagt.
In Timișoara erlaubte die Reproduktionstechnik erst ab 1970 umfassendere Untersuchungen. Oprișs Publikationen über seine Untersuchungen zogen ab 1974 die bisherige Datierung in Zweifel. Seine erste Veröffentlichung in Buchform war 1987 eine städtebauliche Monografie Timișoaras, allerdings wurde der junge Architekt von den Fachleuten nicht ernst- und von den damaligen Stadtvätern nicht wahrgenommen.
Ab 1990 hatte Opriș Zugang zu den Archiven in Wien, Budapest, Bukarest, Timișoara, Karlsruhe, Bologna und Stockholm. In Zusammenarbeit mit dem  Chefarchitekten von Timișoara, Radu Radoslav, stieß Opriș z. B. in Stockholm auf den ältesten Stadtplan Timișoaras aus dem 16. Jahrhundert. Opriș sah seine frühen Feststellungen über das komplexe System der Timișoaraer Festung, der Cetate, aus dem 18. Jahrhundert anhand seiner Forschungen in den Archiven bestätigt.
Entgegen den Behauptungen der bisherigen Geschichtsschreibung bewies Opriș, dass die zur Vorstadt gehörenden Kleine und Große Palanka zur heutigen Innenstadt gehörten. Bis 1975 galt die Große Palanka fälschlicherweise als die derzeitige Fabrikstadt. Das Studium von 370 alten Militärplänen und Bauentwürfen ergab, dass sich beide Stadtviertel nie überschnitten haben.
Gleichzeitig berichtigte er mehrere Angaben von Historikern. In seinem Werk Monographie der königlichen Freistadt Temeswar gab Johann Preyer den 25. April 1723 als Datum für den Baubeginn der Timișoaraer Festung an. Opriș setzt dieses Datum jedoch mit dem Jahr 1732 an. Die 30-jährigen Arbeiten, woran sich rund 2000 Arbeiter, darunter zahlreiche Maurer aus Kroatien, beteiligten, wurden 1765 abgeschlossen.
Auch die Geschichtsschreibung des 18. Jahrhunderts wurde korrigiert. So wurde die Siebenbürger Kaserne zwischen 1727 und 1729 und nicht, wie bisher geglaubt, 1719 errichtet. Sie entstand auch nicht auf den Konturen der alten türkischen Wehranlage, sondern auf gewachsenem Boden. Laut Opriș muss die gesamte Darstellung der Entwicklung der heutigen Stadtviertel berichtigt werden, die ersten Manufakturen entstanden 1720 im Bereich des heutigen Medizinischen Instituts und des Kinderparks (Parcul Copiilor).
Die heutigen Stadtviertel Josefstadt und Mehala galten bis 1744 als unbewohnt. Das heutige Wohnviertel Elisabethstadt entstand erst 1750, vorher gab es dort nur drei Anwesen, die als alte Meierhöfe bekannt waren.
2007 verliehen die Stadt Timișoara Mihai Opriș für seine Verdienste das Exzellenzdiplom der Stadt Timișoara.